# David Fenech
Pour les articles homonymes, voir Fenech.
 (avril 2023).
Si vous disposez d'ouvrages ou d'articles de référence ou si vous connaissez des sites web de qualité traitant du thème abordé ici, merci de compléter l'article en donnant les références utiles à sa vérifiabilité et en les liant à la section « Notes et références ».
David Fenech est un compositeur, guitariste et chanteur, né le 19 juillet 1969, à Saint-Cloud, en France.

## Biographie

### Musicien
David Fenech est un musicien en marge du rock, du jazz et des musiques improvisées. Eric Deshayes et Dominique Grimaud ont dit de lui : « Son univers musical est impossible à circonscrire. Il est imprévisible. Il y a un vrai style Fenech, qui est sa façon de faire, toute personnelle. Un style un brin foutoir, hétéroclite, souvent doux et tendre » (in L’underground Musical en France)
David Fenech apprend la guitare à l'âge de dix ans et se met très vite à composer. Entre 1990 et 1995, il participe activement au réseau d'échange mail art et contribue à de nombreuses compilations sur support cassette ou CD. En 1991, il fonde le collectif Peu Importe à Grenoble avec Nuvish, Nicolas Jacquin, Richard Bokhobza et Laurent Sellier. Ce collectif joue de la musique improvisée dans un esprit rock proche de groupes comme The Ex ou Pere Ubu.
David Fenech publie son premier CD en solo en 2000 sur le label Tout L'Univers, puis un disque en duo avec le musicien grenoblois Moka sur le label Romulus Et Remus. Il se consacre également l’improvisation (guitare électrique) avec des musiciens comme Gino Robair, Christian Rollet (batterie), Tom Cora (violoncelle) ou Emmanuel Holterbach (guitare), Andrea Parkins. Il joue aussi avec de nombreux musiciens dont Rhys Chatham, Pierre Bastien, Nurse With Wound, Felix Kubin, Klimperei, James Plotkin, Shugo Tokumaru, Ramona Cordova, Mr Quark, Toog, Dragibus, X-Ray Pop, Daniel Palomo Vinuesa, Ghédalia Tazartès, Ergo Phizmiz, Jad Fair, Jac Berrocal. Il a composé la musique du film d'animation Tant De Chiens de Stéphane Ricard, produit par Arte et la poudrière
Son deuxième album, Polochon Battle, sort en 2007 sur le label Inpolysons. Ce disque inclut la contribution de nombreux invités, tels que Klimperei, Felix Kubin, Shugo Tokumaru, Toog, Hervé Zénouda.
David Fenech est également électronicien : il a fabriqué des robots musicaux et a travaillé à l'Ircam à l'écriture de logiciels musicaux. Il travaille actuellement pour l'entreprise de sonorisation L-Acoustics.
En 2009, il commence à jouer en trio avec les musiciens Jac Berrocal et Ghédalia Tazartès, et en duo avec Rhys Chatham ou Laurent Perrier

### Chroniqueur
Il écrit aussi des articles dans la presse musicale (le magazine Chronic'art ou le fanzine Revue Et Corrigée) ou encore sur internet (David F Presents, son audioblog est l'un des premiers du genre en France).

### Label
Son label indépendant Demosaurus est un micro label qui a édité deux CD (Ghédalia Tazartès et Frank Pahl).

## Discographie

### En solo
- 2024 : Mountains Of Night - LP, Jelodanti.
- 2007 : Polochon Battle - CD, Inpolysons.
- 2000 : Grand Huit - CD, Tout L'Univers. (2013 : LP, Gagarin (remastered edition).)
- 1995 : D'une illogique placable, Cassette
- 1993 : Vous êtes ici, Cassette

### Participation à des compilations
- 1999 : Strings And Stings - CD, FBWL (avec également Thurston Moore, Ultra milkmaids, Noël Akchoté, Loren Mazzacane Connors)
- 2001 : La Musique du Jouet - CD, Novel Cell Poem (avec également Pascal Comelade, Mami chan, Dragibus, Harpy, Klimperei, Frank Pahl)
- 2006 : Next To Nothing - CD, Optical Sound (avec également Scanner, Norcsq, Simon Fisher  Turner, Versari, Ramuntcho Matta, Palo alto).
- 2006 : Tribute to Moondog - CD, Trace Label (avec également Joseph Racaille, Mami Chan, Konki duet, Jean-Jacques Birgé)
- 2007 : Cagesan - CD, Beau Brun (avec également Felix Kubin, Momus, Toog, Montag, Digiki, O.lamm).
- 2008 : Documents - CD, Trace (avec également Pierre-Yves Macé, Jean-François Pauvros, Hervé Zénouda).
- 2009 : Assemblage de Pièces Comeladiennes du plus bel effet - CD, Musea (avec aussi Faust, Pierre Bastien, Chapi Chapo et les petites musiques de pluie, Richard Pinhas, Jac Berrocal et Laurent Chambert).
- 2010 : Chansons jamais entendues à la radio - CD, Musea (avec aussi Albert Marcoeur, Joseph Racaille, Frédéric Le Junter, Etron Fou Leloublan).

### Collaborations
Avec O_U_T_R_E_N_O_I_R
- 2025 : Insane Ghosts - vinyle, Hublotone

Avec Pierre Bastien
- 2022 : Suspicious Moon - vinyle, CD, Improved Sequence

Avec Jac Berrocal et Ghédalia Tazartès
- 2011 : Superdisque - vinyle, CD, Sub Rosa

Avec Jac Berrocal et Vincent Epplay
- 2024 : Broken Allures- vinyle, CD (Cold Spring) avec Cosey Fanni Tutti et Jah Wobble
- 2022 : Transcodex - vinyle (Akuphone)
- 2020 : Exterior Lux - vinyle (Akuphone) CD (KlangGalerie)
- 2019 : Ice Exposure - vinyle (Blackest Ever Black) CD (KlangGalerie)
- 2017 : Why - 45 tours vinyle, Blackest Ever Black
- 2015 : Antigravity - vinyle, CD, Blackest Ever Black

Avec Jac Berrocal et Jason Willett
- 2020 : Xmas In March - LP, Megaphone + Knock Em Dead records

Avec Jean-Jacques Birgé et Sophie Agnel
- 2022 : Chou (GRRR)

Avec Klimperei
- 2021 : Rainbow de Nuit - vinyle, Marionette

Avec Laurent Perrier
- 2020 : Plateforme #3 - vinyle, Bam Balam

Avec Moka
- 2000 : Les vaches - vinyle, Romulus Et Remus

Avec Manu Holterbach
- 1996 : LLOG - K7, Drones and visual humming.

Avec Peu Importe
- 1996 : Discotroma 1 - CD, Le Dernier Cri
- 1996 : Discotroma 2 - CD, Le Dernier Cri